# Teinopodagrion curtum
Teinopodagrion curtum là loài chuồn chuồn trong họ Megapodagrionidae. Loài này được Selys mô tả khoa học đầu tiên năm 1886.